# Ahmed Shaaban
Ahmed Shaaban (in arabo أحمد شعبان‎?; Mansura, 10 ottobre 1978) è un ex calciatore egiziano, di ruolo centrocampista.

## Carriera

### Club
Ha sempre giocato nel campionato egiziano.

### Nazionale
Con la maglia della Nazionale egiziana ha vinto la Coppa d'Africa nel 2008.

## Palmarès

### Nazionale
- Coppa d'Africa: 1

2008